# صادنقا (قرية)
صادنقا قرية اثرية سودانية تقع علي الضفة الغربية للنيل علي بعد 35 كيلومتر جنوب مدينة عبري الولاية الشمالية، من أشهر أثارها التي لا زالت تقف حتى اليوم بصورة سليمة معبد بناه فرعون أمنحتب تخليداً لاسم زوجته الملكة تي كما اكتشف بالمنطقة جبانة يرجع تاريخها إلى العهد المروى.